# Robert W. Bussard
Robert W. Bussard [bʊˈsɑɹd] (* 11. August 1928 in New York; † 6. Oktober 2007 in Santa Fe, New Mexico) war ein US-amerikanischer Physiker, der sich mit der Erforschung der Kernfusion beschäftigte.
Mit dem Bussard-Antrieb (engl. Bussard ramjet; ramjet = Staustrahltriebwerk) entwarf er 1960 einen hypothetischen Raketenantrieb für den interstellaren Raumflug, der interstellaren Wasserstoff zum Betrieb eines Fusionsreaktors nutzen soll, welcher wiederum das Raumschiff antreibt.
Bussard und sein Kollege Bruno Coppi gründeten  das Unternehmen International Nuclear Energy Systems Corporation (Inesco), dessen Ziel die Entwicklung kleiner Tokamak-Fusionsreaktoren war, die ein auf Forschungsarbeiten des MIT basierendes Verfahren zur Zündung der Reaktion nutzten. Bob Guccione, Gründer und Herausgeber des Männermagazins Penthouse,  investierte mehrere Millionen Dollar in das Unternehmen. Der Versuch, das Unternehmen 1984 an die Börse zu bringen, scheiterte. Das Forschungsprogramm wurde vom Energieministerium der Vereinigten Staaten übernommen und von der Princeton University unter dem Namen TNX (The Next Step) fortgeführt.
Zusammen mit seiner Ehefrau Dolly H. Gray gründete Bussard 1987 das Unternehmen Energy/Matter Conservation Corporation (EMC²) mit dem Ziel, die Nutzung elektrostatischer Trägheitseinschluss-Systeme (engl. Inertial electrostatic confinement IEC) zur Erreichung von Fusionsreaktionen zu erforschen. Das Unternehmen wurde wesentlich von der US Navy finanziert und erhielt Gelder der Defense Advanced Research Projects Agency (DARPA).
In der Science-Fiction-Serie Star Trek verfügen Raumschiffe über Bussard-Kollektoren, um Wasserstoff für den Warp-Antrieb zu sammeln. Diese sind nach Robert W. Bussard benannt. Auch im Science-Fiction-Universum von Larry Niven spielen „Bussard Ramjets“ eine große Rolle.